# 熊本市立大江小学校
熊本市立大江小学校（くまもとしりつ おおえしょうがっこう）は、熊本県熊本市中央区大江三丁目にある公立小学校。

## 沿革
- 1874年（明治7年） - 九品寺村に九品学校、大江村（今の大江川鶴）の善行寺に大江小学校ができる（九品学校は先生1名、児童62名、大江小学校は先生1名、児童67名）。
- 1880年（明治13年） - 公立九品寺小学校、公立大江小学校と改称。
- 1887年（明治20年） - 両校が合併して、鹿品（ろくほん）尋常小学校と改称。場所は現在より北西約100mのところ。
- 1890年（明治23年） - 大江尋常小学校と改称。
- 1897年（明治30年） - 現在地に移転。シンボルツリーの大エノキもこのとき植えられる。
- 1914年（大正3年） - 校地西北部の畑を買収、運動場となる。
- 1921年（大正10年） - 熊本市に合併。
- 1927年（昭和2年） - 10教室、2階建て校舎新築。
- 1941年（昭和16年） - 大江国民学校と改称。
- 1947年（昭和22年） - 熊本市立大江小学校と改称。
- 1954年（昭和29年） - 校区の一部を新設された熊本市立託麻原小学校に分離。創立80周年記念式典、音楽会、祝賀会を開催。校歌が制定される。
- 1963年（昭和38年） - 鉄筋校舎9教室竣工。（第1期工事）プール竣工。
- 1964年（昭和39年） - 鉄筋校舎6教室竣工。（第2期工事）
- 1966年（昭和41年） - 鉄筋校舎6教室増築竣工。（第3期工事）
- 1974年（昭和49年） - 創立100周年記念式典、音楽会、展示会、祝賀会開催。
- 1975年（昭和50年） - 大江読本刊行。100周年記念碑除幕。
- 1979年（昭和54年） - 体育館竣工、落成式が行われる。
- 1980年（昭和55年） - 鉄筋3階建ての第2校舎竣工。
- 1983年（昭和58年） - 第3校舎竣工。（給食室、図書室、特活室）　北側東門改修。
- 1984年（昭和59年） - 北側西門に門扉設置。
- 1986年（昭和61年） - 大江山完成。
- 1987年（昭和62年） - 第1校舎大規模改修。（屋上、窓、廊下、校内放送など）
- 1988年（昭和63年） - 児童育成クラブ施設完成、開級式。
- 1989年（平成元年） - 正門完成。
- 1990年（平成2年） - 運動場改良工事。
- 1991年（平成3年） - 郷土教育実践副読本「ふるさと大江」刊行。
- 1995年（平成7年） - 熊本県立劇場でのコンサート（ハートフルコンサート）実施。
- 1998年（平成10年） - 特殊学級（ひまわり学級）設置。「なかね文庫」設置。
- 1999年（平成11年） - パイオニアスクール指定。
- 2000年（平成12年） - パソコン室工事、パソコン設置。
- 2001年（平成13年） - 体育館玄関スロープ完成。
- 2002年（平成14年） - NHK番組「ようこそ先輩」での授業。トイレ改修。
- 2003年（平成15年） - プール工事開始。
- 2004年（平成16年） - プール完成、落成式。NIE実践校指定（2年間）。
- 2005年（平成17年） - 正門完成。「新大江読本」刊行。
- 2015年（平成27年） - 8月の台風によりシンボルツリーの「おおえの木」が折れてしまう。それに伴い、お別れ会を実施。熊本ローカルテレビ局が挙ってニュースに取り上げる。

## 歴代校長
- 1874年（明治7年）- 初代校長

## 委員会
- 企画委員会
- 集会委員会
- 図書委員会
- 音楽委員会
- エコピカ委員会
- 生活委員会
- 保健委員会（2011年度より健康委員会）
- 給食委員会
- 広報委員会
- 体育委員会
- 放送委員会
- ハートフル委員会

## クラブ活動
- 運動部
  - 総合運動部

### 文化部
- 器楽部

## 服装
- 熊本市内の小学校では珍しく、標準服の指定がない。私服での登校可能。

## 学校周辺
- 熊本学園大学
- 熊本県立熊本高等学校
- 熊本県立劇場
- 開新高等学校
- 慶誠高等学校
- 九州学院中学校・高等学校
- ゆめタウン大江
- 熊本市立図書館
- 熊本市中央区役所 区民部 中央区まちづくりセンター 大江交流室[1]
- ハローワーク熊本[2]
- グランパレッタ熊本[3]
- 大腸肛門病センター高野病院[4]
- くまもと森都総合病院